# آرثر بارتلس
آرثر بارتلس (بالألمانية: Arthur Bartels)‏ هو رياضياتي ألماني، ولد في 12 أكتوبر 1971 في توبينغن في ألمانيا.